# HB Jassin
Hans Bague Jassin né le 3 juillet 1917 à Gorontalo et mort le 11 mars 2000 à Jakarta, est un critique littéraire indonésien.

## Biographie
Né à Gorontalo auprès d'un employé bibliophile d'une compagnie pétrolière, Jassin a commencé à lire alors qu'il était encore à l'école primaire, puis a écrit des critiques publiées avant de terminer le lycée. Après avoir travaillé pendant un certain temps au bureau du régent de Gorontalo, il a déménagé à Jakarta où il a travaillé à l'éditeur d'État Balai Pustaka. Après avoir quitté l'éditeur, il a fréquenté l'université d'Indonésie puis l'université Yale. De retour en Indonésie pour être enseignant, il a également dirigé le magazine Sastra. Horison, un magazine littéraire, a été lancé en juillet 1966 par Jassin et Mochtar Lubis en tant que successeur de Sastra, et a été édité par Taufiq Ismail, Ds. Muljanto, Zaini, Su Hok Djin et Goenawan Mohamad. En 1971, Jassin a été condamné à un an de prison et à une période de probation de deux ans parce qu'en tant que rédacteur en chef de Sastra, il a refusé de révéler l'identité d'un écrivain anonyme qui a écrit une histoire qui a été examinée par le tribunal. être blasphématoire.
Après sa libération, il a fondé le centre de documentation littéraire HB Jassin, l'utilisant pour documenter la littérature indonésienne. Après avoir subi six accidents vasculaires cérébraux vers la fin de sa vie, Jassin est décédé le 11 mars 2000 et a été enterré au cimetière Kalibata Heroes. Au cours de sa vie, Jassin a été hautement reconnu pour son travail, acquérant le surnom de « le pape de la littérature indonésienne » et recevant de nombreux prix.